# Moon River
"Moon River" är en amerikansk sång från 1961 skriven av Henry Mancini och med text av Johnny Mercer. Sången skrevs till filmen Frukost på Tiffany's, i regi av Blake Edwards, där den framfördes av huvudrollsinnehavaren Audrey Hepburn. Mancini och Mercer belönades med det årets Oscar för bästa sång. Under följande år har den sjungits av många olika artister.[källa behövs]
En liten vik nära Savannah, Georgia, Johnny Mercers hemstad, fick namnet "Moon River" efter sången. Andy Williams, som spelade in sången, namngav sitt produktionsbolag och hus i Branson, Missouri efter "Moon River".

## Låttext
"Moon River, wider than a mile, 

I'm crossing you in style some day.

Oh, dream maker, you heart breaker,

Wherever you're going I'm going your way.

Two drifters off to see the world;

There's such a lot of world to see.

We're after the same rainbow's end,

Waiting 'round the bend,

My huckleberry friend,

Moon River and me."

## Covers
- The Afghan Whigs
- Paul Anka
- Louis Armstrong
- Sarah Brightman
- Perry Como
- Bobby Darin
- Dion DiMucci
- Judy Garland
- Bradley Joseph (instrumental)
- Tommy Körberg
- James Last
- Morrissey
- Frank Ocean
- R.E.M.
- Jim Reeves
- Frank Sinatra
- Barbra Streisand
- Sarah Vaughan
- Westlife
- Victoria Williams
- Jacob Collier
- Gunnar Wiklund
- Benny Anderssons orkester
- Eric Clapton/Jeff Beck